# デーヴァナハッリ城

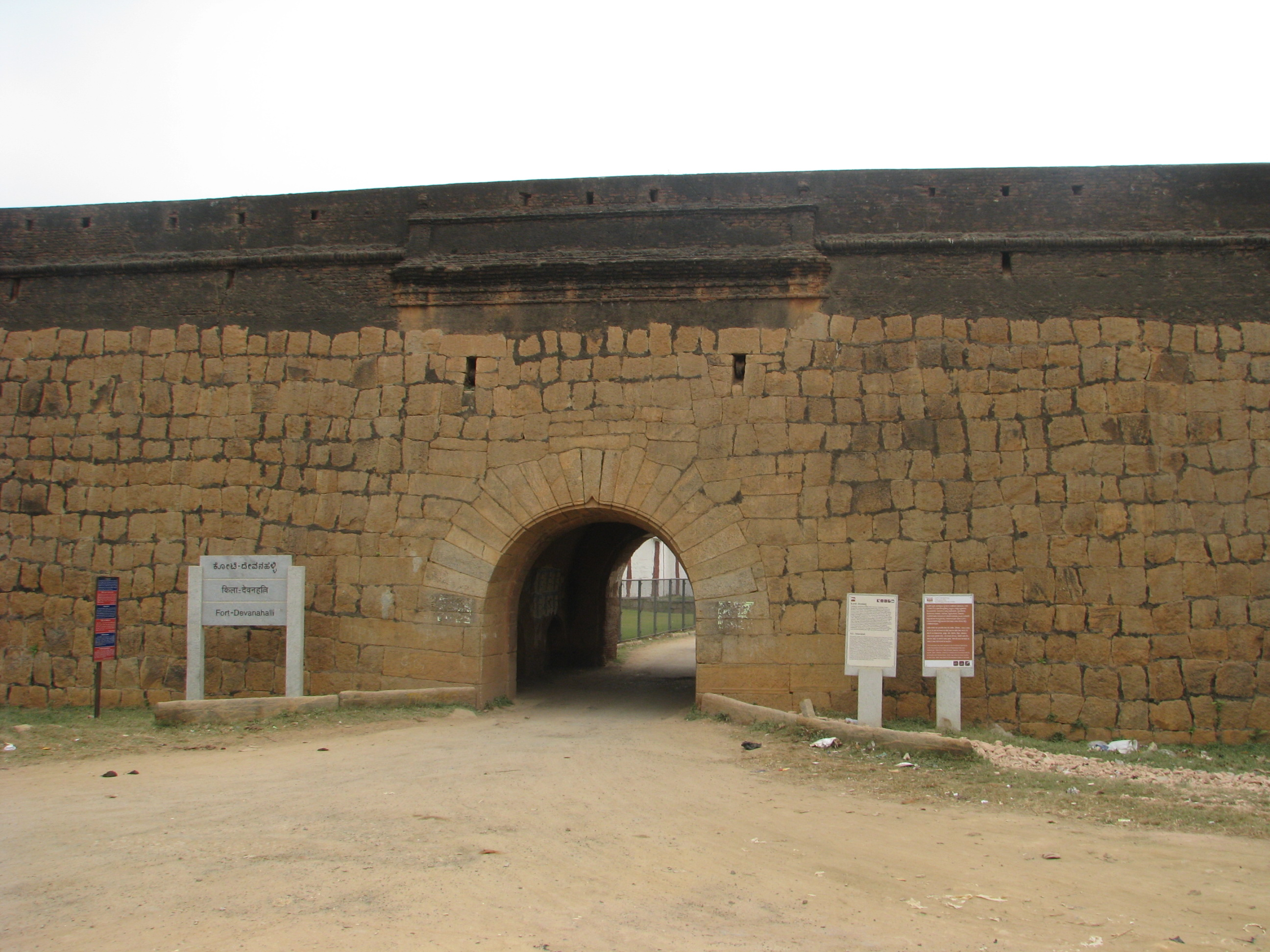
デーヴァナハッリ城の城門

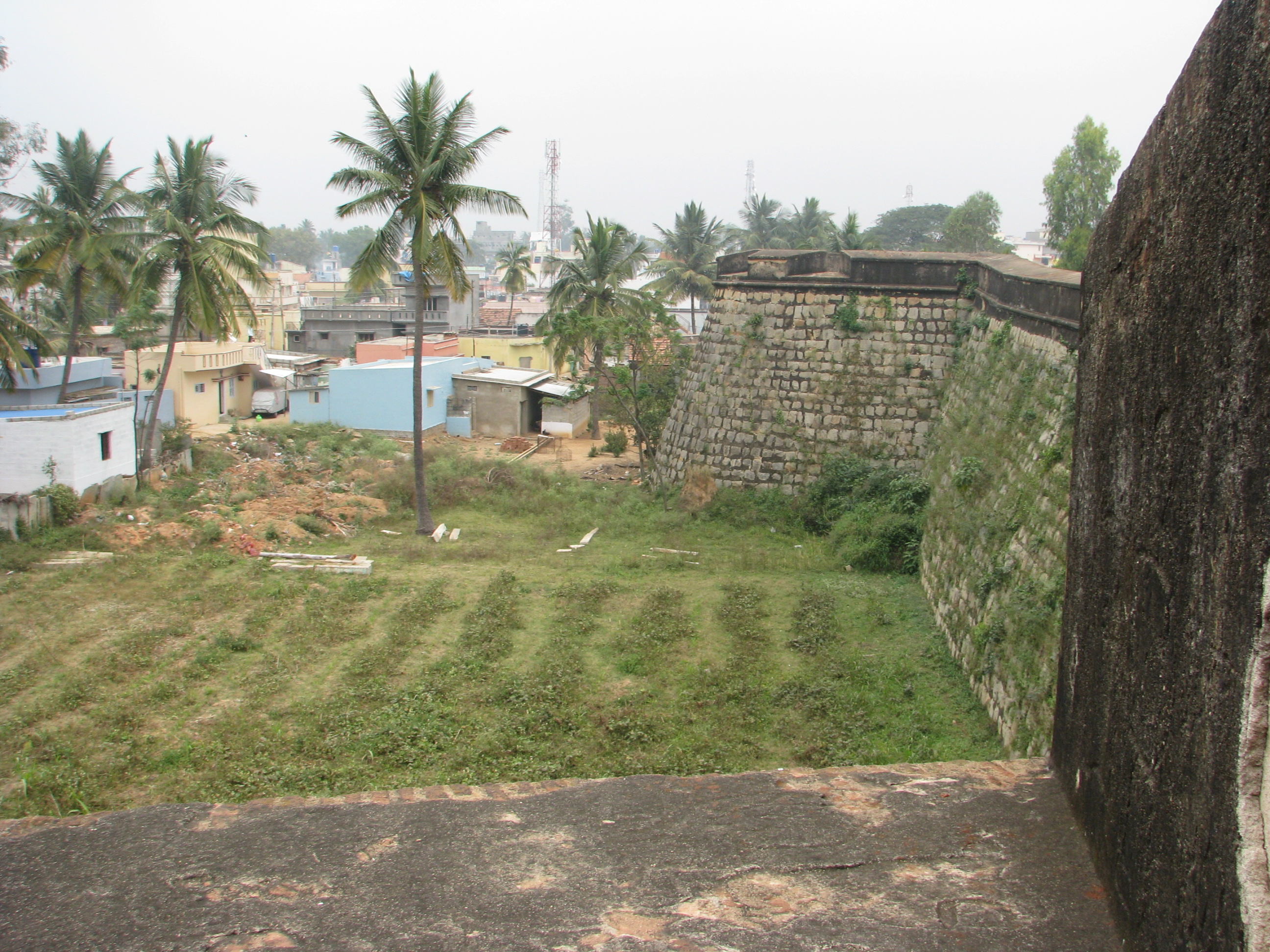
デーヴァナハッリ城の城壁

デーヴァナハッリ城（英語：Devanahalli Fort）は、南インドのカルナータカ州、バンガロール・グラーミーナ県の都市デーヴァナハッリにある城塞。

## 歴史
1501年、領主デーヴァ・ゴウダがデーヴァナハッリ城を築いた。
1747年、マイソール王国がこの地と城を征服した。
1750年、のちにマイソール王となるティプー・スルターンが、この城の付近で誕生した。
1791年、第3次マイソール戦争で、イギリス軍に包囲され、占領された。

## ギャラリー

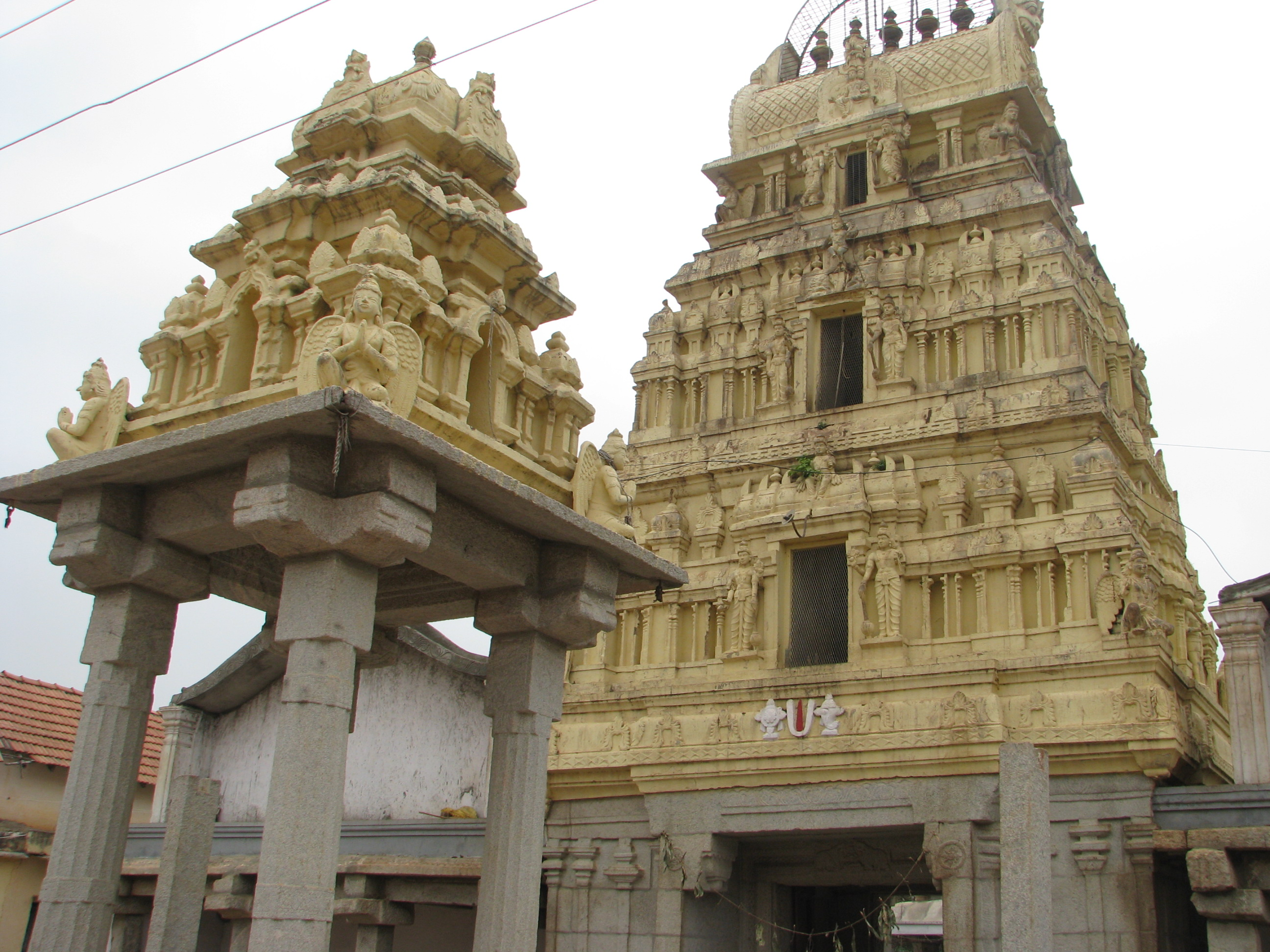
城内にある寺院
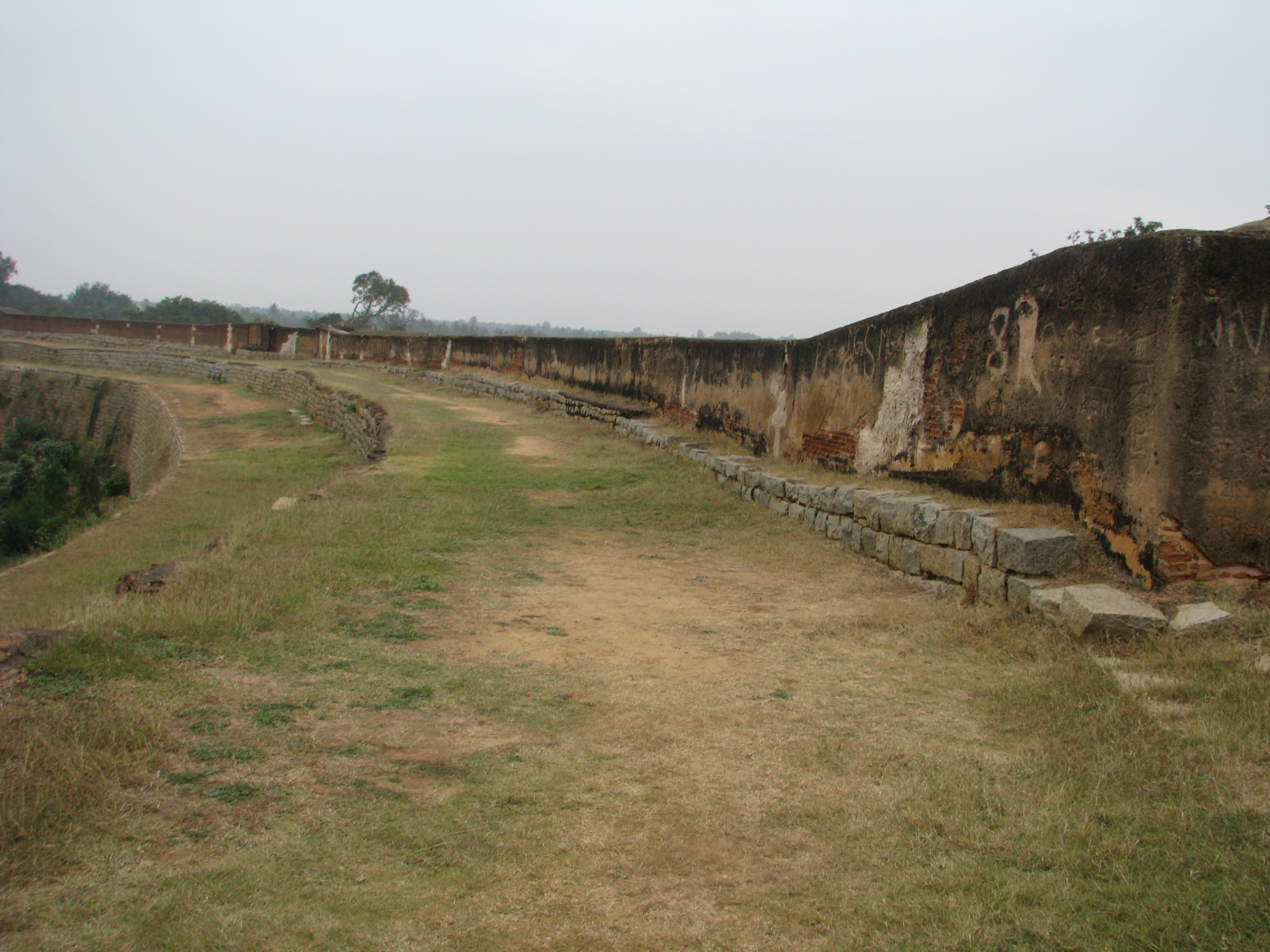
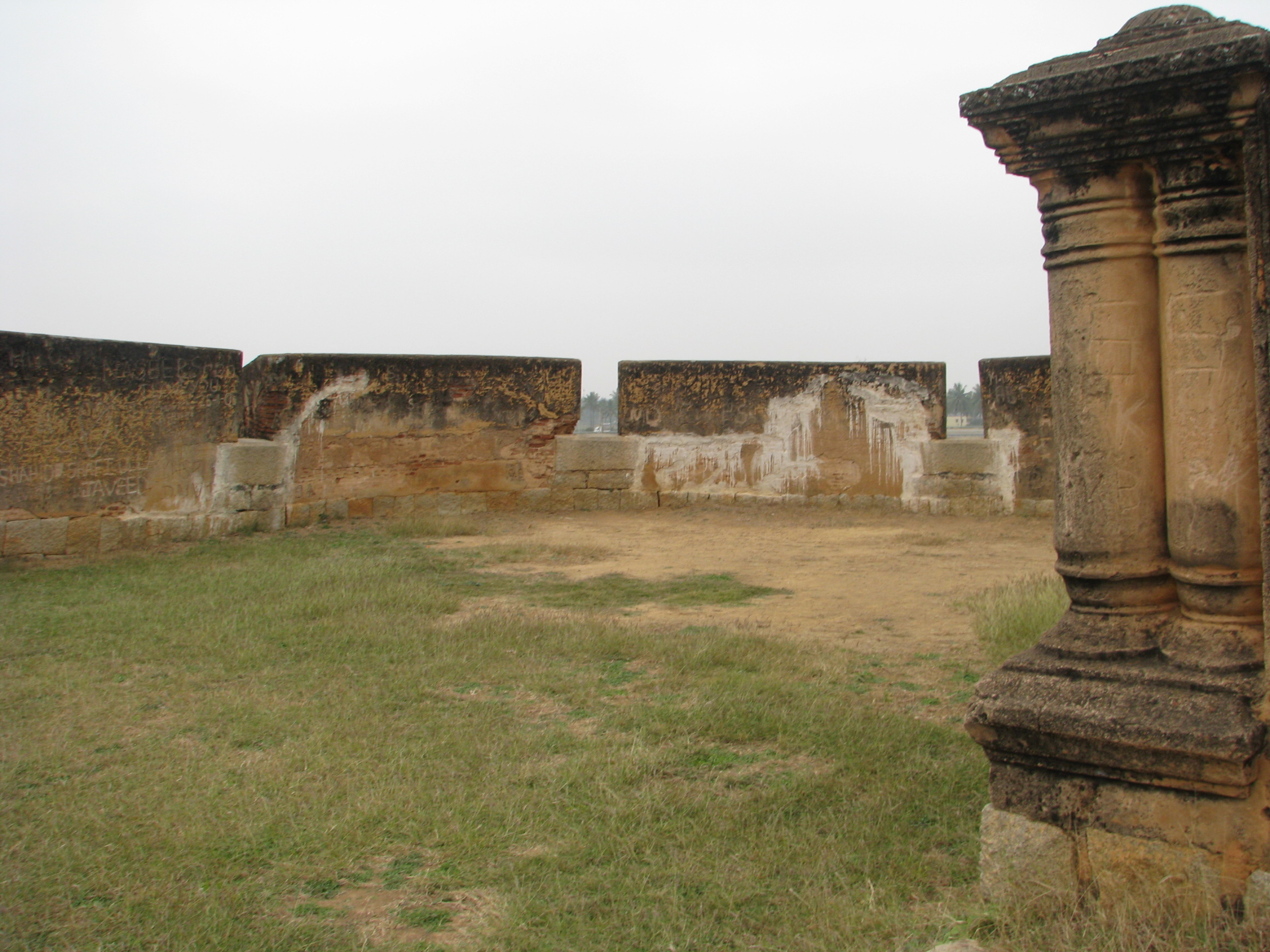
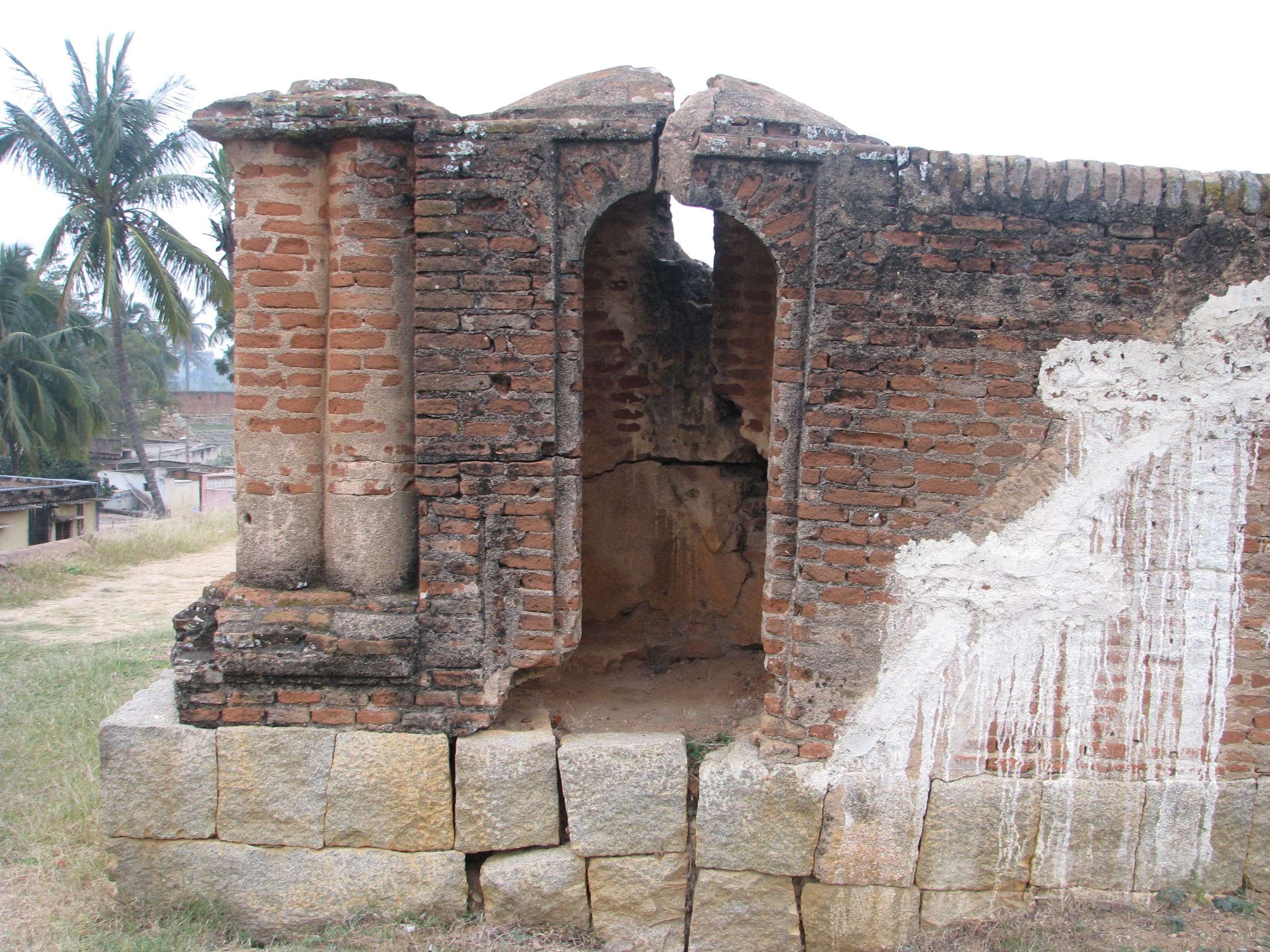
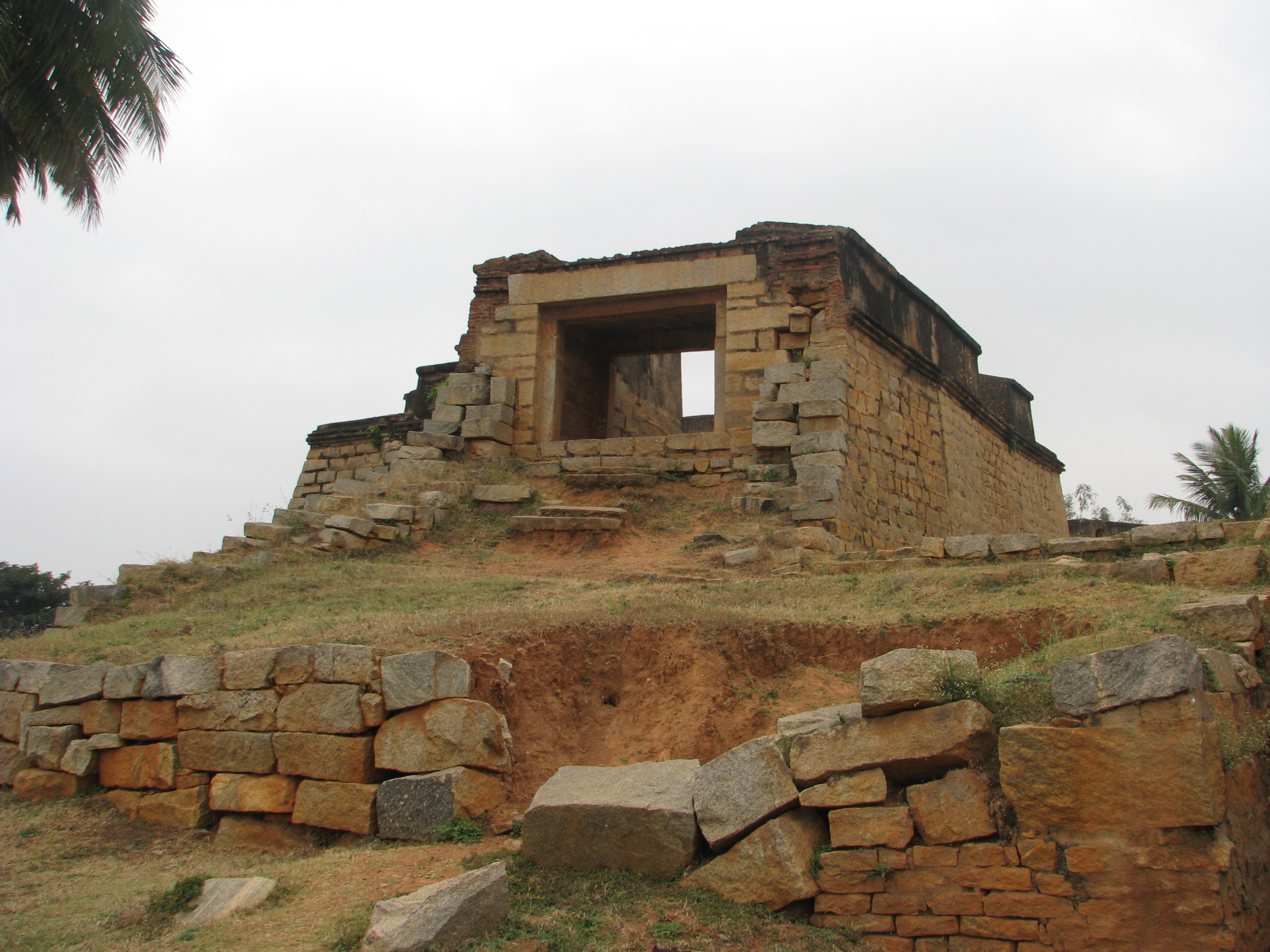
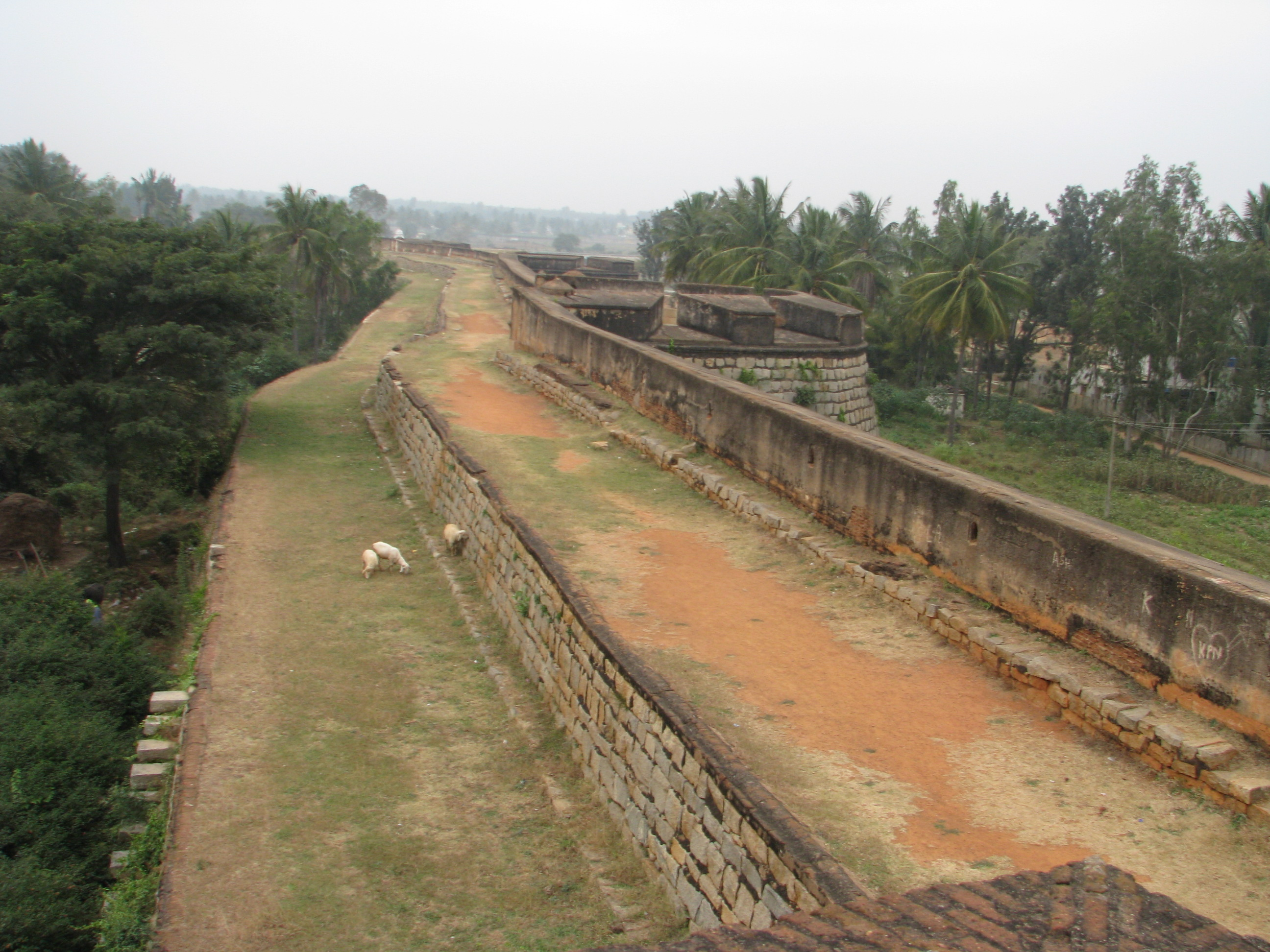
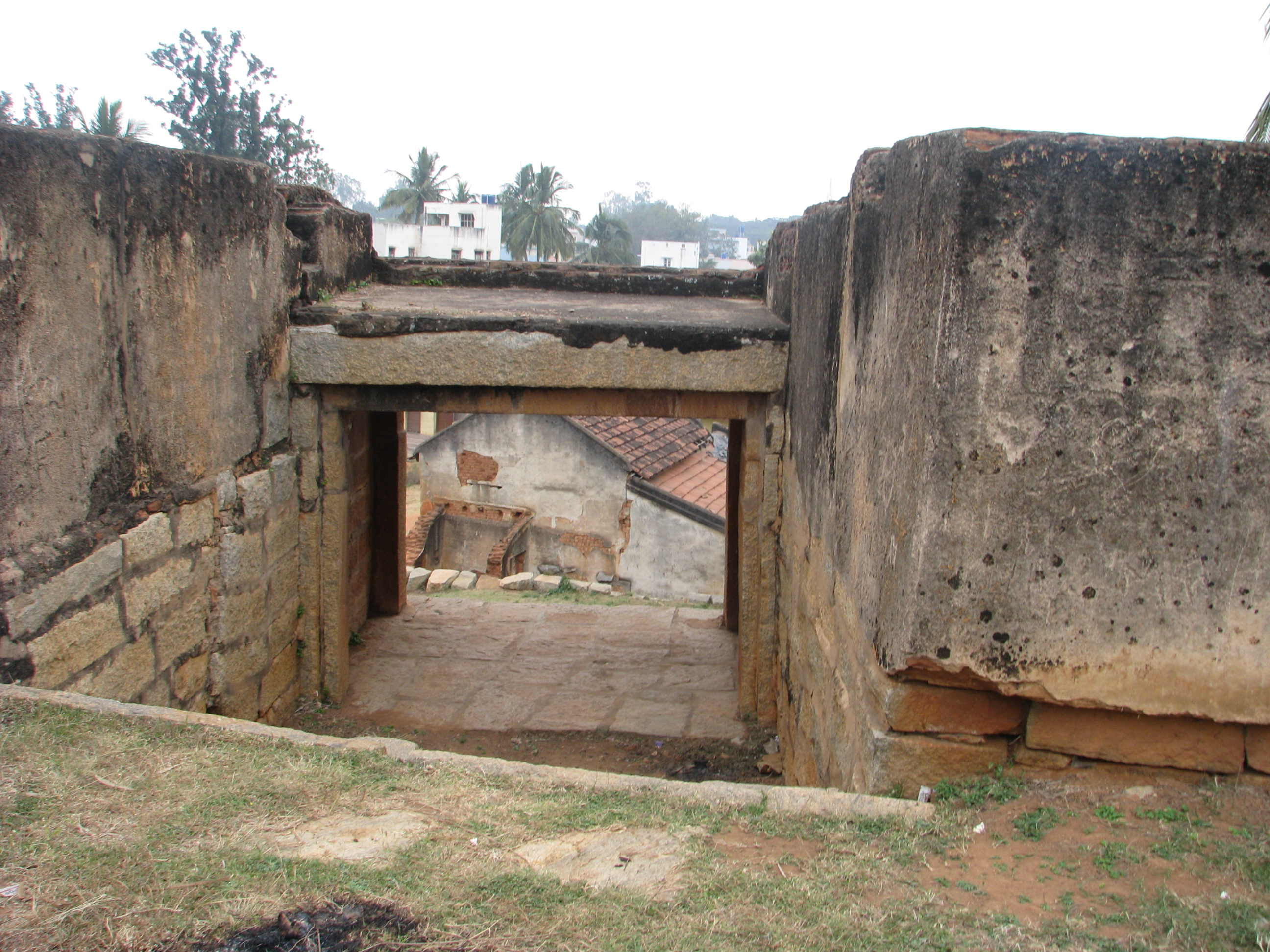